# Manfred Oelsner
Manfred Oelsner (* 11. August 1932 in Magdeburg; † 2002 in Wernigerode) war ein deutscher Lokalhistoriker.

## Leben und Werk
Oelsner war von Beruf Diplom-Historiker. Nachdem er sich 1957 mit dem Hamburger Aufstand von 1923 beschäftigt hatte, publizierte er seit Anfang der 1960er Jahre zur Stadtgeschichte von Wernigerode und Umgebung sowie zur Touristik.
Seine, gemeinsam mit Karl Üblacker verfasste und von der Kreisleitung des SED in Wernigerode herausgegebene Veröffentlichung Als die Einheit geschmiedet wurde. Zur Vereinigung von KPD und SPD im Kreis Wernigerode. Beitrag zur Geschichte der Kreisparteiorganisation erschien in drei Auflagen zuletzt 1987.
1975 wurde ihm der Kunst- und Kulturpreis der Stadt Wernigerode verliehen.